# 广东大厦 (广州)
广东大厦，是位于中国广州市的一间四星级宾馆，与广东省人民政府相邻，占地面积约4550平方米，建筑面积约8.64万平方米，主楼高67米、19层、另有2层地下室，建筑采用退台式阶梯式结构，形成多层楼顶花园和露天天台。

## 历史
前身为建设于1958年的广东省人民政府第一会议招待所，是一栋五层的毛竹混凝土建筑，1985年7月，为承担第六届全国运动会各代表团的接待任务而重建，在全国率先采用定向爆破拆除旧址，新址定名为“广东大厦”，由广东省建筑设计研究院设计，1986年7月与香港广信实业有限公司签约合作，1987年9月建成，次年3月开业。内设500间客房、会议厅、宴会厅、餐厅、商场等设施，主要为广东省人民政府活动提供综合服务，也面向社会提供服务。